# Тумнинский заказник
Тумнинский государственный природный заказник — действующая особо охраняемая федеральная природная территория (ООПТ) — государственный биологический природный заказник, расположен в прибрежной зоне Татарского пролива на юго-востоке Хабаровского края, общей площадью 143 100,0 га. Создан в рамках сохранения флоры и фауны восточного Сихотэ-Алиня. Основная цель организации заказника — сохранить основные места обитания и сезонной миграции лося. Ответственная организация — Министерство природных ресурсов и экологии Российской Федерации. Заказник образован на основании постановления Совета министров РСФСР № 14 от 6.01.1982 г.

## Географические особенности
Заказник расположен в Ванинском районе Хабаровского края. Территория заказника находится в нижнем течении реки Тумнин, между её левым берегом и материковым побережьем Татарского пролива. Территория заказника представляет собой горный рельеф (хребты Приморский, Туманный, Сохатиный, Плоский, Заречный и Горелый), покрытый елово-пихтовыми лесами (27 000 га), лиственничной тайгой (18 000 га). Около 7000 га занимают безлесые территории, заросшие брусничником и багульником, и скальники. Также присутствуют вырубки и горельники. Незначительную часть леса составляет берёза, клён, бузина, встречается дуб.
Наибольшие горы в заказнике — Лысая гора (872 метра), гора Абуа (862 метра), Каменная гора (802 метра), гора Исток (635 метров). Морское побережье — обрывистое.
По территории заказника протекает около двух десятков малых рек (15—25 км), большей частью являющихся притоками реки Тумнин. По берегам растут ива, ольха, лиственница, черёмуха. На востоке заказника, вблизи береговой линии пролива, имеется достаточно большое озеро Быки, общей площадью 2,16 км² (код водного объекта по ГВР — 20040000111118200000049).
Климат муссонный. Снежный покров лежит с ноября по май. Годовая сумма осадков составляет 631 мм. Летом бывают туманы с моря. Средние температуры воздуха в январе — 23,9 С, в июле — 16,5 С.

## Растительный и животный мир
Преобладают елово-пихтовые леса и лиственничники; на склонах гор растут дубы. Млекопитающие: соболь, колонок, горностай, норка, выдра, росомаха, барсук, лось, изюбрь, кабан, косуля, кабарга, бурый медведь, гималайский медведь, белка, ондатра, заяц-беляк, волк, лиса, рысь, наблюдаются отдельные заходы тигра. В реках нерестилища лосося и сахалинского осетра. Птицы — чёрный аист, мандаринка, скопа, чешуйчатый крохаль, орланы белоплечий и белохвост, сапсан, дикуша, рыбный филин, чёрный журавль. Из бабочек встречаются павлиноглазка Буадюваля, павлиноглазка гнома, бражник Танкре, бражник Христофа, волнянка перечная, аполлон Штуббендорфа, пеструшка тисба; залетает совка Юнона. Из других насекомых обитают: жук-светляк, сибирский аскалаф, оленья кровососка.